# Terre-Neuve (Haïti)
Pour les articles homonymes, voir Terre-Neuve (homonymie).
Terre-Neuve (Tènèv en créole haïtien) est une commune d'Haïti, située dans le département de l'Artibonite, arrondissement de Gros-Morne.

## Démographie
La commune est peuplée de 31 252 habitants(recensement par estimation de 2015).

## Histoire
En septembre 2004, l'ouragan Jeanne a causé de graves inondations à Terre-Neuve tuant plusieurs personnes.

## Administration
La commune est composée des sections communales de :
- Doland
- Bois-Neuf
- Lagon

## Économie
L'économie locale repose sur la culture maraîchère, la cueillette du coton, le ramassage des feuilles de tabac.
Terre-Neuve est située dans une région minière majeure, en particulier pour l'extraction du cuivre. On y travaille également le fer, l'or, le plomb, le zinc et l'argent.